# SOM (ракета)
SOM (англ. Stand-Off Missile / тур. Stand-Off Mühimmat) — турецька авіаційна крилата ракета, розроблена Науково-дослідним та конструкторським інститутом оборонної промисловості Ради Туреччини з науково-технічних досліджень TÜBİTAK-SAGE. Вперше було показано на святкуванні 100-річчя Військово-повітряних сил Туреччини на військовій базі в Ізмірі 4 червня 2011 року. Є першою зброєю Туреччини для знищення далеких цілей. Радіус ураження становить 200 кілометрів.

## Історія розробки
Розробка ракети велася з 2006 року. Після завершення тестування в аеродинамічній трубі, а також випробувань без відокремлення від носія, був проведений перший керований політ, в ході якого ракета пролетіла близько 180 км над Чорним морем. Для випробувань SOM використовувався винищувач F-4E-2020 Terminator. За словами міністра науки, промисловості та технологій Туреччини Ніхата Ергюна подібна зброя потрібна Туреччині у зв'язку з наростаючою нестабільністю в регіоні, у тому числі у зв'язку з подіями в Сирії. Також, за словами міністра, Туреччина має потенціал до створення ракети радіусом дії до 500 кілометрів та балістичних ракет радіусом ураження до 2500 кілометрів вже до 2014 року.

## Технічні характеристики
За конструкцією ракета досить компактна, загальна маса дорівнює 590 кілограмів, 230 з яких складає бойова частина. SOM здатна здійснювати атаку на стаціонарні та рухомі цілі. У рух ракету приводить французький турбореактивний двигун Microturbo TRI 40. Ракета розрахована на запуск із повітря, землі та з моря. Наведення здійснюється за допомогою GPS-системи з кореляцією по контуру рельєфу місцевості (система TRN), додатково встановлена система INS на випадок спроби противника ставити перешкоди сигналам GPS. Наведення на фінальній стадії здійснюється за допомогою інфрачервоної матриці, що порівнює параметри об'єкта із закладеними в пам'яті ракети. Ракета може бути запрограмована на атаку цілі під різними кутами з метою забезпечення необхідної ефективності ураження. У розробці є 4 модифікації ракети, серед яких модель з онлайн-обміном даними, яка дозволить керувати курсом ракети в польоті.

## Експлуатанти
Ракета розроблена для Збройних сил Туреччини. Основними носіями ракети стануть багатоцільові винищувачі F-16, що знаходяться на озброєнні Туреччини. SOM також буде включена до комплекту озброєння винищувачів п'ятого покоління F-35, які Туреччина планує придбати.
Азербайджан: ВПС Азербайджану (AAF) купили ракету SOM у турецької компанії Roketsan.

## Цікаві факти
- Час запуску в серійне виробництво турецької ракети SOM практично збігається з часом початку виробництва турецького танка Altay[5].
- Рівень забезпечення турецької армії озброєнням турецького виробництва на 2012 становить 52 %.[6]